# 1542
| [ Edytuj tabelę ]              | |
| Król Polski                    | - 1507 Zygmunt I Stary 1548 - 1530 Zygmunt II August 1572 |
| Współksiążęta Andory           | - 1534 Francisco de Urríes 1551 - 1517 Henryk II 1555 |
| Król Anglii                    | - 1509 Henryk VIII 1547 |
| Władca Azteków                 | - 1541 Diego de San Francisco Tehuetzquitizin 1554 |
| Elektor Brandenburgii          | - 1535 Joachim II Hektor 1571 |
| Książę Bawarii                 | - 1508 Wilhelm IV 1550 - 1516 Ludwik X 1545 |
| Sułtan Brunei                  | - 1521 Abdul Kahar 1575 |
| Cesarz Chin                    | - 1521 Jiajing 1566 |
| Król Czech                     | - 1526 Ferdynand I Habsburg 1564 |
| Król Danii                     | - 1534 Chrystian III 1559 |
| Cesarz Etiopii                 | - 1540 Klaudiusz 1559 |
| Król Francji                   | - 1515 Franciszek I 1547 |
| Król Hiszpanii                 | - 1516 Karol I 1556 |
| Hrabia Holandii                | - 1515 Karol I Habsburg 1555 |
| Szach Iranu                    | - 1524 Tahmasp I 1576 |
| Państwo Wielkich Mogołów       | - 1540 Szer Szah Suri 1545 |
| Władca Inków                   | - 1533 Manco Inca 1545 |
| Lord Irlandii                  | - 1509 Henryk VIII Tudor 1542 |
| Król Irlandii                  | - 1542 Henryk VIII Tudor 1547 |
| Cesarz Japonii                 | - 1526 Go-Nara 1557 |
| Kalif                          | - 1520 Sulejman I 1566 |
| Patriarcha Konstantynopola     | - 1522 Jeremiasz I 1545 |
| Władca Korei                   | - 1506 Chungjong 1544 |
| Wielki książę litewski         | - 1506 Zygmunt I Stary 1548 - 1530 Zygmunt August 1569 |
| Sułtan Maroka                  | - 1524 Abu al-Abbas Ahmad 1545 |
| Senior Monako                  | - 1532 Honoriusz I 1581 |
| Wielki książę moskiewski       | - 1533 Iwan IV Groźny 1547 |
| Król Nawarry                   | - 1516 Henryk II 1555 |
| Król Norwegii                  | - 1534 Chrystian III 1559 |
| Sułtan Omanu                   | - 1529 Bakarat ibn Muhammad 1560 |
| Elektor Palatynatu             | - 1508 Ludwik V 1544 |
| Papież                         | - 1534 Paweł III 1549 |
| Król Portugalii                | - 1521 Jan III 1557 |
| Książę w Prusach               | - 1525 Albrecht 1568 |
| Cesarz Rzymski (niemiecki)     | - 1519 Karol V Habsburg 1558 |
| Kapitanowie Regenci San Marino | - 1541 Giuliano di Marino Righi Giacomo di Lodovico Pinti 1542 - 1542 Polinoro Lunardini Cristofaro di Marino Giangi 1542 - 1542 Carlo Gianolini Marino Gabrielli 1543 |
| Elektor Saksonii               | - 1532 Jan Fryderyk I 1547 |
| Król Szkocji                   | - 1513 Jakub V 1542 - 1542 Maria Stuart 1567 |
| Król Szwecji                   | - 1521 Gustaw I Waza 1560 |
| Król Tajlandii                 | - 1534 Chaiya Racha Thirat 1546 |
| Sułtan Turków                  | - 1520 Sulejman Wspaniały 1566 |
| Doża Wenecji                   | - 1538 Pietro Lando 1545 |
| Król Węgier                    | - 1526 Ferdynand I 1564 - 1540 Jan II Zygmunt Zápolya 1571 |

Rok 1542 / MDXLII
stulecia: XV wiek ~
XVI wiek ~
XVII wiek

lata: 1532 «
1537 «
1538 «
1539 «
1540 «
1541 «
1542
» 1543
» 1544
» 1545
» 1546
» 1547
» 1552

## Wydarzenia w Polsce
- 6 marca–26 marca – w Piotrkowie obradował sejm[1].

- Chorzele otrzymały prawa miejskie.

## Wydarzenia na świecie
- 6 stycznia – konkwistador Francisco de Montejo założył miasto Mérida na Jukatanie w Meksyku.
- 31 stycznia – Hiszpan Álvar Núñez Cabeza de Vaca jako pierwszy Europejczyk dotarł do wodospadów Iguaçu na granicy argentyńsko-brazylijskiej.
- 2 lutego – zwycięstwo Portugalczyków nad Turkami w bitwie pod Baçente w Etiopii.
- 8 lutego – w mieście Spira zebrał się Sejm Rzeszy, zwołany w sprawie konfliktu Niemiec z Imperium Osmańskim.
- 21 lipca – papież powołał tzw. Święte Oficjum, najwyższą instancję dla sądów kościelnych.
- 13 lutego:
  - Katarzyna Howard, piąta żona króla Anglii Henryka VIII, została ścięta w Tower of London.
  - Francisco de Orellana dotarł do Amazonki.
- 24 sierpnia – zwycięstwo Szkotów nad Anglikami w bitwie pod Haddon Rig.
- 26 sierpnia – Francisco de Orellana jako pierwszy Europejczyk przepłynął po Amazonce do jej ujścia.
- 16 września – hiszpański podbój Peru: bitwa na płaskowyżu Chupas.
- 28 września – Juan Rodríguez Cabrillo jako pierwszy Europejczyk dotarł do Kalifornii.
- 7 października – Juan Rodriguez Cabrillo odkrył wyspę Catalina u wybrzeży Kalifornii.
- 24 listopada – bitwa pod Solway Moss - zwycięstwo Anglików nad Szkotami.
- 14 grudnia – Maria I Stuart została królową Szkotów.
- Franciszek Ksawery w Indiach.

## Urodzili się
- 19 marca – Jan Zamoyski, hetman wielki koronny, kanclerz wielki koronny, założyciel Zamościa (zm. 1605)
- 24 czerwca:
  - Jan od Krzyża, hiszpański karmelita, mistyk, Doktor Kościoła, święty (zm. 1591)
  - Piotr Chrzciciel Blázquez, hiszpański franciszkanin, misjonarz, męczennik w Nagasaki, święty katolicki (zm. 1597)
- 27 sierpnia – Jan Fryderyk, książę wołogoski i szczeciński (zm. 1600)
- 4 października – Robert Bellarmin, włoski jezuita, kardynał, Doktor Kościoła, święty katolicki (zm. 1621)
- 8 grudnia – Maria I Stuart, królowa Szkocji, królowa francuska jako żona Franciszka II, (zm. 1587)

Data dzienna nieznana: 
- Johannes Corputius, niderlandzki inżynier, dowódca wojskowy i kartograf (zm. 1611)
- Andrzej Wouters, holenderski duchowny katolicki, męczennik, święty (zm. 1572)

## Zmarli
- 13 lutego – Katarzyna Howard, królowa Anglii jako piąta żona Henryka VIII (ur. 1521/1525)
- 14 grudnia – Jakub V Stuart, król Szkocji (ur. 1512)